# Саттарова, Галия
Галия Саттарова (род. 25 июля 1983 года) — эстонская пловчиха в ластах.

## Карьера
Занималась плаванием с восьмилетнего возраста, её тренером был Андрей Арно. Подающая надежды спортсменка в 1997 году перешла к тренеру Максиму Меркури. В сборной Эстонии с 2000 года.
Чемпионкой Эстонии становилась 52 раза. Чемпионка Европы, четырёхкратный призёр чемпионата Европы, двукратный призёр чемпионата мира.
Бронзовый призёр Всемирных игр 2005 года.